# Incidente ovni de Kecksburg
El incidente OVNI de Kecksburg ocurrió el 9 de diciembre de 1965 en la localidad pensilvana del mismo nombre, al noreste de los Estados Unidos. Un gran bola de fuego fue vista por miles de personas en por lo menos seis estados de los EU y en la provincia canadiense de Ontario. Pasó fugazmente sobre el área de las ciudades de Detroit (Míchigan) y Windsor, supuestamente arrojando restos de metal caliente sobre el estado de Míchigan y el norte del de Ohio.
La prensa generalmente asumió que se trataba de un meteoro, y así lo informó en esos días (descartando otras alternativas como un avión estrellado, un misil errante o basura espacial proveniente de un satélite artificial). Sin embargo, varios testigos oculares de la pequeña villa de Kecksburg, ubicada a unos 50 km al sudeste de la ciudad de Pittsburgh, afirmaron que algo se había estrellado en los bosques cercanos.

## Testimonios e informes preliminares

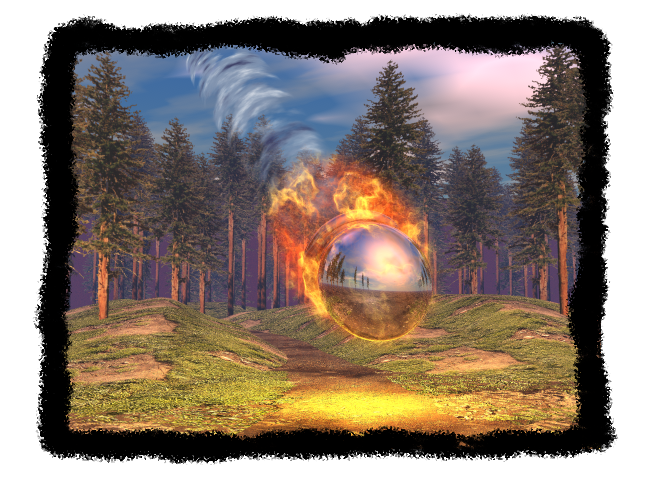
Reconstrucción artística de una supuesta bola de fuego que se habría estrellado en bosque cercano a Kecksburg.

Se informó de la caída y recuperación de restos metálicos en o cerca de las localidades de Elyria (en el estado de Ohio) y en Livonia, Jackson y Battle Creek (las tres en Míchigan). Algunas de las fuentes que informaron acerca de este fenómeno el 10 de diciembre de 1965 fueron los periódicos Chicago Tribune y Baltimore Sun, el Chronicle-Telegram de Elyria. los cuales comentaban que se habían desatado algunos incendios en pastizales. 
Los incendios de pasto asociados con los restos que caían fueron ampliamente informados en reportes de prensa elaborados por la conocidas agencias de noticias AP (Associated Press) y UPI (United Press International) en Elyria y el municipio de Eaton, cerca de la ciudad de Columbus (las tres en el estado de Ohio), y cerca de Lapeer (Míchigan), unos 65 km al norte de la ciudad de Detroit los testigos también informaron de humo en los bosques relacionado con lo que cayó cerca de Kecksburg y causó estampidos sónicos en la parte occidental del estado de Pensilvania. Los testigos y la prensa también informaron de la presencia de humo en los bosques cercanos a Kecksburg.
Mabel Mazza, exdirectora administrativa de la oficina de la radio WHJB recuerda: "la gente me contaba que algo había caído en Kecksburg, algunos decían que era un meteorito, otros que un avión se había estrellado, recibimos muchas llamadas y los teléfonos seguían sonando, cuando alguien dijo que había visto un ovni en las afueras de Kecksburg le pasé la llamada al director John Murphy", quien se dirigió al área de inmediato.
En entrevista grabada en terreno esa noche por el periodista Murphy, un niño de 8 años dijo haber visto, cuando estaba junto a su madre, caer un objeto en el bosque que "parecía una estrella en llamas", entonces el periodista formula otras preguntas "¿Y viste en qué parte del bosque cayó?", - "Justo allá abajo" - "¿Allá abajo?, ¿Y viste salir humo de él?", - "Si".
Bulebush, camionero retirado, hoy de 80 años, declara: "Escuchaba en la radio a unos tipos de Ohio comentando que habían visto esa cosa yendo también hacia el este y se preguntaban qué sería, de pronto sentí un sonido semejante a un siseo y levanté la mirada y lo vi volar sobre mí y chisporroteaba. Me bajé del vehículo para verlo mejor, lo observé y era como una gran bola de fuego en el cielo y se dirigía hacia la montaña, luego retrocedió un buen trecho y lo que vi que cambiaba de dirección y descendía hacia Kecksburg... me detuve en lo alto de la colina y puse las luces, pude verlo allá abajo en el valle, en aquellos árboles, allí es donde aterrizó, chocó en la copa de los árboles. Me quedé unos 15 o 20 minutos observándolo. Lo vi a unos 3 o 4 metros desde atrás de un árbol grande, porque me preocupaba que pudiera estallar, y olía a azufre o a huevos podridos y tenía la forma de una bellota enorme, más o menos del tamaño de un Volkswagen. Su color era de un naranja brillante, estaba quemado desde adelante hasta atrás, se podía ver el anillo que tenía detrás, que parecía escritura egipcia, no tenía ventanas ni junturas, ni marcas de remaches, parecía que era de una sola pieza".
William Weaber, entonces de 19 años, declara: "la luz del atardecer se desvanecía pero podíamos ver allá abajo, yo era muy curioso y me adentré para ver si algo había aterrizado allí... era como si lo hubiesen plantado o algo así, irradiaba una luz azul como de un soplete, no sé si por delante, por atrás, o por un lado, se hacía muy brillante y luego más débil, iba y venía".
Robert Blystone, entonces de 16 años, recuerda: "Era una bola de fuego redonda, con llamas todo alrededor, dejando un rastro de vapor de diferentes colores, y comenzó a frenar como si lo controlase, y luego percibió que está detrás de la colina donde ya no puedo verlo, pero empiezo a ver como humo o polvo subiendo de los árboles, así que lo que supuse fue que el objeto en cuestión se había estrellado". 
Los testigos además informaron que una intensa presencia militar, sobre todo de parte de miembros del Ejército de los Estados Unidos, identificables por las estrellas blancas en sus vehículos y por su particular uniforme. 
Mabel Mazza afirma haber recibido llamadas ese día de parte de mandos militares, "que me preguntaron cómo llegar a Kecksburg, y también qué era lo que yo sabía". Ellos y la policía local aseguraron el área, ordenando que los civiles se retirasen. Blystone afirma que vio como un camión militar, con remolque plano (flatbed truck), había ingresado al área para luego retirarse con un objeto de proporciones similares cubierto con una lona. 
El Tribune-Review de la cercana localidad de Greensburg mandó un reportero a la escena; la nota de tapa del periódico al día siguiente decía “Objeto Volador No Identificado cae cerca de Kecksburg – El Ejército acordona el área” (Unidentified Flying Object Falls near Kecksburg — Army Ropes off Area).
Poco tiempo después, no obstante, los militares afirmaron que habían buscado en el bosque y encontrado “absolutamente nada”. La explicación oficial de la muy vista bola de fuego fue que se trató de un meteoro. El capitán Joseph Dussia de la policía estatal de Greensburg dijo haber buscado "Sin descubrir absolutamente nada." Él atribuyó la historia del choque a la imaginación de jóvenes muchachos.
Robert R. Young, astrónomo aficionado y profesor en un planetario de Pensilvania, ha investigado el caso y cree que los testimonios directos que presentan el caso como un misterio son en verdad escasos y parecen idealizaciones o magnificaciones de lo sucedido. Publicó sus conclusiones en "Skeptical Enquirer, Extraterrestial Inteligence". En entrevista a Ed Myers, quien fue jefe de bomberos en Kecksburg en 1965, este le narró que, "mientras buscaba, y había mucha gente allí, no se encontró nada, y que no había muchos militares, algunos muchachos disparaban flases mientras sacaban fotografías, y eso explica los destellos azules". Luego de revisar 150 entrevistas en los periódicos y hacer las suyas propias, concluye que la explicación oficial sale favorecida.
Sin embargo, la especulación acerca de la verdadera identidad del objeto de Keckburg (si es que hubo uno) también varían, desde un meteorito, a basura espacial, a los posibles restos posteriores al reingreso orbital del Cosmos 96 (Kosmos 96), un satélite artificial soviético, hasta una supuesta nave alienígena. Algunos incluso han trazado similitudes entre el incidente de Kecksburg y el mundialmente famoso caso de Roswell, llevando a que el primero comenzase a ser conocido como el Roswell de Pensilvania”.

## Artículos científicos
Se escribieron varios artículos sobre esta bola de fuego en las publicaciones científicas de la época. El número de febrero de 1966 de la publicación Sky & Telescope informó que la bola de fuego fue vista sobre el área de Detroit-Windsor (en la frontera entre los Estados Unidos y Canadá a eso de las 4:44 p. m. EST (Eastern Standard Time, hora del este de los EE. UU.). La Administración Federal de Aviación (FAA) de los Estados Unidos había recibido 23 informes provenientes de pilotos de aviones, el primero de los cuales les llegó a exactamente esa misma hora. Un sismógrafo que se encontraba a unos 40 km al sudoeste de la ciudad de Detroit (principal urbe del estado de Míchigan) había registrado las ondas de choque creadas por la bola de fuego a medida que atravesaba la atmósfera.
Un artículo de 1967 por dos astrónomos de la publicación Journal of the Royal Astronomical Society of Canada (JRASC) usaron el registro sismográfico para señalar el tiempo de paso sobre el área de Detroit a las 4:43 p. m. Además, usaron fotografías de la estela tomadas en dos ubicaciones diferentes al norte de Detroit para de esa manera triangular la trayectoria del objeto. Llegaron a la conclusión de que la bola de fuego estaba descendiendo a un ángulo empinado, moviéndose en dirección sudoeste-noreste, y probablemente habría impactado sobre la costa noroccidental del Lago Erie, en las cercanías de la ciudad de Windsor (la ciudad canadiense más al norte de la provincia de Ontario). La trayectoria calculada por la JRASC era casi perpendicular a la que habría tomado la bola de fuego en la dirección de Pensilvania occidental en general y alejada de Kecksburg en particular. Así, si el cálculo era correcto, este eliminaría cualquier tipo de relación entre la bola de fuego y lo reportado sobre Kecksburg. El artículo elaborado por la JRASC es frecuentemente citado por los escépticos como evidencia de que nada se habría estrellado en Kecksburg, desacreditándose así la teoría OVNI . 
Sin embargo, un reciente re-examen privado y autodidacta del artículo de JRASC destaca que este podría contener errores en su análisis. La base de triangulación usada por los astrónomos en sus cálculos era muy estrecha. Como resultado, aún los más mínimos errores en la determinación de las direcciones podrían resultar en una trayectoria muy diferente. Según este informe habría errores de medición de poco más de un grado y medio que harían posible una trayectoria directa hacia el área de Kecksburg, con un ángulo de descenso bastante menos empinado que lo informado en el artículo de la JRASC. El informe destaca además que las fotografías usadas parecen mostrar que la estela dejada por la bola de fuego se vuelve progresivamente más delgada, lo que podría indicar que el objeto se estaba alejando de las cámaras o se dirigía en dirección al estado de Pensilvania. Si la trayectoria hubiese sido lateral a las cámaras, tal como sostenía el artículo de la JRASC, su estela se habría mantenido aproximadamente constante en grosor. Así, lo sostenido por el artículo de la JRASC, que concluyentemente eliminaba cualquier conexión entre la bola de fuego y los sucesos de Kecksburg, ahora podría estar abierto a debate.

## "El objeto en el bosque" de John Murphy
El reportero y director de noticias de la radio FM local, WHJB, John Murphy llegó al lugar de los hechos antes de que las autoridades lo hiciesen, en respuesta a varias llamadas a su estación de radio, provenientes de ciudadanos alarmados. Realizó entrevistas con testigos y tomó varias fotografías, pero estas nunca han sido halladas, su anterior esposa Bonnie Milslagle posteriormente afirmó que a su esposo se le había confiscado el rollo de película por parte de los militares o alguna autoridad. Contradiciendo ese testimonio, Mabel Mazza, entonces gerente de la radio WHJB, afirmó haber visto una de esas fotos y la describió con las siguientes palabras: “Estaba muy oscuro y había muchos árboles alrededor y todo. Y no sé qué tan lejos estaba él del sitio. Pero vi la imagen de una suerte de cosa con forma de cono. Es la única vez en que la vi”.
Durante las siguientes semanas, Murphy se centró o interiorizó en el incidente, y escribió un documental radial llamado Object in the Woods (“Objeto en el bosque”), el cual mostraría sus experiencias personales y las entrevistas que había realizado durante aquella noche. Sin embargo, poco antes de que el documental fuese emitido, recibió la inesperada visita en su estación de radio de dos hombres vestidos con trajes negros, quienes se identificaron a sí mismos como funcionarios (officials) gubernamentales. Solicitaron hablar con él detrás de la puerta cerrada de una habitación trasera. La reunión duró unos 30 minutos. Una entonces empleada de la WHJB, de nombre Linda Foschia, recordó que los hombres confiscaron algunas de las cintas de audio de Murphy de esa noche, y nadie sabe qué les sucedió a las restantes fotografías. Una semana después de la visita, un agitado Murhpy emitió una versión censurada del documental, la cual él afirmó en su introducción que había tenido que ser editada debido a que algunos entrevistados habían solicitado que sus declaraciones fuesen eliminadas de la transmisión por miedo a meterse en problemas con la policía y el Ejército. La nueva versión no contenía nada revelador, e incluso no mencionaba ningún objeto para nada. Mazza, y también la esposa de Murphy, recuerdan que el documental emitido era totalmente diferente de lo que el propio Murphy había escrito originalmente. Luego de la emisión, Murphy se volvió extrañamente desanimado y dejó de realizar cualquier investigación adicional sobre el caso y se negó a hablar con nadie sobre aquel otra vez, aunque nunca dio claras razones acerca de por qué decidió no hacerlo.
En febrero de 1969 (poco más de tres años después del incidente de Kecksburg), mientras estaba cruzando una carretera, Murphy fue atropellado mortalmente por un automóvil no identificado cuyo conductor se dio a la fuga. El accidente ocurrió cerca de la ciudad californiana de Ventura, mientras Murphy se encontraba de vacaciones. Los ufólogos y teóricos de conspiración atribuyen a este accidente sin conexión aparente un acto para hacer desaparecer a un testigo ocular de un arribo extraterrestre.

## Cosmos 96(Kosmos 96)
Ha habido algunas especulaciones, incluyendo posteriores declaraciones de la NASA, respecto a que el objeto del incidente de Keckburg podría haber sido los restos de un satélite artificial.
Algunos han especulado que pudo haber sido el satélite soviético Cosmos 96 (Kosmos 96), mientras éste estaba realizando su reingreso orbital. En efecto, el Cosmos 96 tenía una forma de campana o bellota similar a la del objeto informado por los testigos oculares, con inscripciones en caracteres cirílicos en su base, y reingresó a la atmósfera en una fecha cercana. El Zond 2, que portaba el Cosmos 96 es mucho menor que el objeto descrito por los testigos del incidente de Keckburg, sin embargo las fotografías de John Murphy y descritas por Mabel Mazza indican que la oscuridad y la distancia haría incierta la correcta estimación de las dimensiones del objeto. Los dibujos hechos a partir del testimonio de los testigos de Keckburg, así como sus descripciones orales, también contradecían la apariencia de la sonda soviética, pues indican que el objeto era cónico o con forma de bellota, sin embargo también señalan que estaba semienterrado lo que podría haber ocultado parte de su real forma.
En una entrevista realizada en 2003 a Nicholas L. Johnson, principal científico especializado en desechos orbitales del Johnson Space Center de la NASA éste declaró que:

“Les puedo decir categóricamente, de que no existe forma alguna de que ningún resto del Cosmos 96 pudiera haber caído en algún lugar de Pensilvania alrededor de las 4:45 p.m. [...] Eso es absoluto. La mecánica orbital es muy estricta”

El informe de 1991 del Comando Espacial de los Estados Unidos concluyó que el Cosmos 96 se estrelló en Canadá a las 3:18 a. m. del 9 de diciembre de 1965 efectuando su reingreso orbital, unas 13 horas antes de que la bola de fuego, que se supone era el objeto de Kecksburg, fuese registrada a las 4:45 p. m..
En consecuencia, investigadores como James Oberg, exasesor de la NASA, descartan completamente que haya vínculo entre el Cosmos 96 y el incidente de Kecksburg, tan solo se trataría de una cercana "coincidencia". En un principio Orbeg creyó posible una relación y que los informes de la Fuerza Aérea sobre la trayectoria del satélite soviético podrían haber sido tergiversados a propósito para desviar la atención pública sobre su recuperación. Pero posterior investigación le hizo creer que en efecto hasta es posible que la Cosmos 96 se haya estrellado en el Océano Índico.

## Desarrollos posteriores

### Reinvestigación de 2003 delSci Fi Channel
En el año 2003, el canal de televisión estadounidense Sci Fi Channel patrocinó un estudio científico del área y de los registros oficiales relacionados al incidente, con la ayuda de la ONG The Coalition for Freedom of Information.
El hallazgo más importante del equipo científico fue una línea de árboles dañados cuyas copas habían sido rotas, que llevaban hacia el sitio donde algunos testigos oculares habían dicho que el objeto se incrustó en el suelo junto al daño asociado a los árboles. Aún más, las muestras dendrocronológicas dataron el daño hacia 1965. Esto proveyó una prueba física de que algo que volaba podría haberse estrellado en el bosque en ese tiempo, después de haberse abierto paso impactando a través de algunos árboles, lo que contradiría la historia oficial de los militares de que nada se había encontrado. También se encontraron menores muestras adulteradas del suelo en el supuesto sitio en el objeto se estrelló. Esto podría apoyar la tesis de un supuesto aterrizaje suave controlado y eliminar el históricamente propuesto impacto de un objeto como un meteorito u otro objeto grande que hubiese golpeado el suelo pasivamente, el cual naturalmente habría creado un cráter de un tamaño más bien grande, además de daños de una cierta magnitud. No obstante, uno de los científicos del equipo de investigación por su parte sugirió que el hielo podría haber sido lo que habría dañado los árboles
Varios testigos oculares hablaron de una extendida presencia militar allí, acordonando el área y a veces amenazándolos, incluso a punta de pistola. El programa radial también emitió al aire las afirmaciones de algunos testigos, quienes habrían escuchado un fuerte y terrorífico grito mientras los soldados armados se aproximaban al objeto.
También hubo presión sobre la NASA para que liberase sus documentos históricos relacionados o pertinentes a dicho caso o incidente. Unas 40 páginas de estos documentos fueron liberadas el 1 de noviembre de 2003, pero las mismas no fueron muy reveladoras. Sin embargo, existen documentos del Proyecto Libro Azul (Blue Book Project) de la Fuerza Aérea de los Estados Unidos que indican que un equipo compuesto por militares y solo tres hombres de la Fuerza Aérea habría sido enviado desde una instalación de radar de la USAF cercana a la ciudad de Pittsburg para investigar el supuesto impacto de un meteorito en Elyra (no menciona directamente a Kecksburg). Estos informaron a los investigadores del Blue Book Project que no se había encontrado objeto alguno.

### La historia de la NASA acerca de un supuesto satélite ruso
En diciembre de 2005, justo antes del 40avo aniversario del incidente OVNI de Kecksburg, la NASA emitió una declaración respecto de que habían examinado fragmentos metálicos del objeto y ahora la agencia espacial estadounidense afirmaba que eran o provenían de un “satélite soviético" que reingresaba a la atmósfera. David Steitz, portavoz de la NASA, además afirmó que se habían perdido (misplaced) los registros relacionados. Según un informe publicado por la agencia de noticias Associated Press Seitz dijo:

“El objeto parecía ser un satélite ruso que reingresó en la atmósfera y se destruyó”

También afirmó que, por su parte, los expertos de la NASA estudiaron fragmentos del objeto, pero que los registros acerca de lo que habían encontrado se perdieron en la década de 1990. Steitz dijo al respecto que:

“como regla, no seguimos OVNIs. Lo que podíamos hacer, y lo que aparentemente hicimos como expertos en astronaves en los años 1960, era echar una mirada a lo que fuese que era y dar nuestra opinión experta. Hicimos eso, encajonamos [el caso] y eso fue el fin de eso”

Desafortunadamente, los documentos que apoyan esos hallazgos fueron removidos.
Esta nueva explicación de la NASA contradice la explicación oficial de 1965 de la Fuerza Aérea de los Estados Unidos acerca de una bola de fuego proveniente de un meteoro y de que no se había logrado encontrar nada en Kecksburg. Aún más, tal afirmación contradice lo que Nicholas L. Johnson, el principal científico de la NASA especializado en restos orbitales, le dijo a la periodista Leslie Kean en 2003.
Como parte de una investigación realizada por el Sci Fi Channel en ese año, Kean le pidió a Johnson revisar las trayectorias orbitales de todos los satélites conocidos, así como también otros registros que databan de 1965. Johnson le dijo a Kean que la mecánica orbital hacía absolutamente imposible que cualquier parte de la sonda Venus del Cosmos 96 haya sido responsable de la bola de fuego o de cualquier objeto en Kecksburg. Johnson también declaró que no había otros satélites artificiales conocidos cerca u otros objetos que hubiesen reingresado a la atmósfera durante ese día. Por lo tanto, esto hizo surgir la cuestión respecto de qué satélite ruso habría sido el responsable de los restos que la NASA ahora admite haber examinado. Aún más, Kean y otros consideran bastante cuestionable que la NASA pudiese realmente perder tales documentos. 
En diciembre de 2005, cuando ya se cumplían 40 años del incidente OVNI de Kecksburg, se entabló una demanda judicial para que la NASA buscase más diligentemente los alegados registros perdidos. El 26 de octubre de 2007 la agencia espacial acordó buscar esos registros, después de haber sido ordenada por una corte a hacerlo. El juez, quien había presionado a la NASA durante los tres años anteriores, despectivamente se refirió a los anteriores esfuerzos de búsqueda de la NASA como una “bola [madeja] de hilo” que nunca respondió a la solicitud de forma completamente, agregando que: “No puedo sensar [evaluar] la frustración del demandante porque yo [mismo] estoy frustrado”. Durante la audiencia, Steve McConnell, funcionario de enlace público (public liaison officer) de la NASA, admitió que faltaban dos cajas de papeles de tiempos del incidente de Kecksburg.
Stan Gordon, uno de los principales investigadores del incidente de Kecksburg durante varias décadas, declaró al respecto que: “No tengo duda de que el gobierno sabe mucho más sobre esto de lo que le ha revelado al público”
En el año 2008 el escritor sobre temas espaciales y escéptico del fenómeno OVNI, James Oberg opinó que era improbable que la NASA poseyese ninguno de tales documentos ya que, según su opinión, era altamente probable que el supuesto equipo de la NASA que investigó el sitio haya sido en realidad personal de la Fuerza Aérea, quienes se identificaron a sí mismos como personal de la NASA, algo regularmente hecho por personal militar en ropas de civil durante la década de 1960. Además sugirió que el juicio entablado por Leslie Kean no era más que una “maniobra publicitaria” (publicity stunt) para beneficio de los empleadores de Kean.
En noviembre de 2009, Leslie Kean emitió un informe sobre los resultados de la búsqueda de la NASA. Los documentos aún estaban perdidos o reportados como destruidos, y surgió poco de interés relacionado (estrictamente) al caso de Kecksburg. De particular interés resultaba ser una caja perdida de archivos, previamente informada como destruida, relacionada con la recuperación y examen de restos o escombros espaciales. Kean dijo que la pérdida de los archivo podía deberse a varias razones, incluyendo un pobre sistema de archivado, registros fuera de lugar o que hubiesen caído fuera de los parámetros de la búsqueda, registros deliberadamente escondidos e incluso todavía clasificados, archivos removidos o eliminados por empleados de la NASA y nunca regresados a sus respectivos lugares, (uno de ellos fue nombrado), archivos que de verdad fueron destruidos tal como se había informado, y archivistas no familiarizados con lo que estaba siendo buscado. Además, los demandantes tuvieron que confiar en que la NASA realizase la búsqueda mientras ellos informaban a la corte judicial, ya que no se les permitió examinar los materiales de búsqueda por sí mismos.
A pesar de haber tenido algunas reservas acerca de la completitud o exactitud de la búsqueda, Kean dijo que ellos sentían que habían agotado la vía legal, por lo que finalizaron su juicio contra la NASA. Kean destacó que algunos ítems de interés sí habían aparecido, como el involucramiento general de la NASA en la recolección y el análisis de restos o escombros espaciales, incluyendo el interés en los avistamientos de bolas de fuego más pequeñas que habían sido vistas aproximadamente en el mismo período de tiempo. Además, la NASA envió notas de prensa a agencias de noticias sobre estas otras bolas de fuego. Pero la NASA no tenía nada acerca de la ampliamente vista y reportada bola de fuego asociada con el caso de Kecksburg y no emitió ninguna declaración relacionada con él. Kean también escribió que había tratado de obtener más información de David Steitz, el portavoz de la NASA que había emitido o realizado tal sorprendente declaración en 2005 en relación con que la NASA realmente habría examinado restos relacionados de Kecksburg, supuestamente provenientes de una sonda espacial soviética. Pero Steitz nunca respondió. Kean estaba particularmente interesada en la o las fuentes de información en la que se basaba Steitz para realizar tal declaración, ya que él, paradójicamente también indicaba que no existían registros supervivientes y ya que la búsqueda ordenada por la Corte tampoco descubrió documentos relevantes.

### 2009:The History Channelreinvestiga el incidente
En febrero de 2009 el programa Cazadores de ovnis (UFO Hunters), emitido por el canal de cable de origen estadounidense The History Channel investigó este clásico incidente OVNI, junto a otro similar que habría sucedido en la localidad californiana de Needles. Entrevistaron a testigos, usaron equipos que no se habían usado en la investigación realizada en 2003 por el Sci Fi Channel, pero tampoco lograron encontrar nada nuevo o particularmente revelador. Por el contrario, el principal tema abordado por el documental fue la aparente gran presencia militar y el supuesto encubrimiento gubernamental.